# Carl-Erik Eriksson
Carl-Erik Mauritz „Jätten“ Eriksson (* 20. Mai 1930 in Stockholm; † 31. Juli 2023 in Stenhamra, Gemeinde Ekerö) war ein schwedischer Bobpilot. Er war die erste Person, die an sechs Olympischen Spielen bei Bob-Wettbewerben als Aktiver teilnahm (1964 bis 1984). Eriksson war Fahnenträger der schwedischen Mannschaft 1976 in Innsbruck.

## Karriere
Eriksson begann 1957 mit dem Bobsport in Garmisch-Partenkirchen. Damals erhielt der 173 cm große Eriksson seinen Spitznamen „Jätten“ (schwedisch für „Riese“) laut seiner Aussage aufgrund eines Zeitungsartikels.
Eriksson nahm sechsmal an Olympischen Spielen teil. Bei seinen letzten Olympischen Spielen in Sarajewo 1984 war er mit 53 Jahren der bislang älteste Bobpilot bei Olympischen Spielen.

### Teilnahmen und Platzierungen bei Olympischen Winterspielen
- 1964 Innsbruck: Zweierbob, Team: Schweden-2, disqualifiziert
- 1964 Innsbruck: Viererbob, Team: Schweden, 11. Platz
- 1968 Grenoble: Zweierbob, Team: Schweden-2, 18. Platz
- 1972 Sapporo: Zweierbob, Team: Schweden, 6. Platz
- 1972 Sapporo: Viererbob, Team: Schweden, 11. Platz
- 1976 Innsbruck: Zweierbob, Team: Schweden, 9. Platz
- 1976 Innsbruck: Viererbob, Team: Schweden, 16. Platz
- 1980 Lake Placid: Zweierbob, Team: Schweden, 15. Platz
- 1980 Lake Placid: Viererbob, Team: Schweden, disqualifiziert
- 1984 Sarajevo: Zweierbob, Team: Schweden, 19. Platz
- 1984 Sarajevo: Viererbob, Team: Schweden, 21. Platz

Nach seiner Karriere als Aktiver blieb Eriksson dem Bobsport treu und vertrieb Bobzubehöhr und war zeitweilig Trainer der schwedischen Bob-Nationalmannschaft. Ab 2010 half Eriksson mit, ein schwedisches Skeleton-Team aufzubauen.